# Can Timonet
Can Timonet és una masia d'Amer (Selva) inclosa a l'Inventari del Patrimoni Arquitectònic de Catalunya.

## Descripció
Can Timonet es tracta d'una masia de dues plantes coberta amb una teulada a dues aigües de vessants a laterals.
La planta baixa consta de tres obertures: al centre un portal d'arc de mig punt rebaixat, el qual es troba flanquejat per dues obertures rectangulars. Les tres són totalment irrellevants, ja que no presenten cap treball singular a destacar.
En el primer pis trobem tres obertures. La de l'extrem dret és totalment irrellevant i està rematada amb una llinda rústica de fusta. Les altres dues són rectangulars i estan equipades amb llinda monolítica, muntants de pedra i ampit treballat. Les dues finestres estan ornades amb inscripcions en sengles llindes. La inscripció de la finestra del centre està molt borrosa i deteriorada cosa que dificulta extremadament la seva lectura i comprensió fins al punt que la seva interpretació es fa impossible. Per la seva banda la de l'extrem esquerre tampoc ajuda gaire més, però tanmateix s'entreveuen algunes paraules i diu així: 
"1 7 (?)
+
M E H A H F E T A 
F R A N C E S C T I M O N E T".
Remarcar a mode d'apunt dues qüestions importants: en primer lloc, la vessant dreta de la masia és sensiblement més llarga i més alta que l'esquerra. Aquest fet es deuria a una de les múltiples intervencions que ha experimentat la masia amb el pas de temps. I és que l'eixamplament de la masia va obligar a ampliar la coberta tant en allargada com en alçada. En segon lloc, la masia presenta una morfologia irregular que es deu al fet d'haver-se d'adaptar i alhora salvar el desnivell existent del solar en que està ubicada. Un solar en pendent, l'extrem dret del qual s'ha traduït en un marge. Aquests dos factors, tant el del terreny irregular com el de la llargada i alçada extra del vessant dret s'observen perfectament en la façana posterior, en la qual es pot contemplar les restes vivents d'un rellotge de sol, pràcticament desaparegut del qual tan sols es conserva el pal de ferro que marcava les hores i poc més.
Pel que fa al tema dels materials, prima per sobre de tot un com és la pedra. Una pedra que la trobem present en dues modalitats: per una banda, les pedres fragmentades i els còdols de riu manipulats a cops de martell i lligades amb morter de calç. Mentre que per l'altra, la pedra sorrenca localitzada específicament en les llindes, muntans i ampits de les dues obertures del primer pis.
L'estat de conservació de Can Timonet no és dolent però tampoc és fabulós com així ho acrediten les múltiples esquerdes que comencen a aflorar per tota la façana. Això indica que s'han de començar a prendre seriosament mesures per tal d'assegurar la seva integritat física.
Davant la masia trobem una construcció de planta quadrada coberta amb una teulada a dues aigües de vessants a laterals. Una construcció que executaria les tasques de graner o estable compost per pedres fragmentades i còdols de riu sense desbastar i treballar.